# Tytuły klasyfikacyjne WBF w brydżu sportowym
Tytuły klasyfikacyjne WBF w brydżu sportowym - przyznawane przez Światową Federację Brydża tytuły za osiągnięcia uzyskiwane w zawodach brydża sportowego.

## Kryteria mające wpływ na zdobywanie tytułów WBF
| Kryteria WBF dla przyznania tytułów | Kryteria WBF dla przyznania tytułów      |
| Kategorie Open i Kobiet | Seniorzy                                 |
| --- | ---------------------------------------- |
| - Punkty Mistrzowskie (MP - Master Points), oraz - Punkty za Miejsca Mistrzowskie (PP - Placing Points). Punkty Mistrzowskie każdego zawodnika co roku zmniejszają się o 15%. Jest specjalny algorytm zaokrągleń tych zmniejszanych punktów do wartości całkowitych. | - Punkty Seniorów (SP - Seniors Points). |

## Zawody uwzględniane dla kryteriów WBF
Departament Punktów Mistrzowskich WBF opracował szczegółowe zasady przyznawania MP, PP oraz SP w zależności od zawodów, rozgrywanych na tych zawodach kategorii, oraz liczby zawodników uczestniczących w zawodach.
Jeśli w określonych zawodach w drużynie może być więcej niż 4 zawodników, to członkowi drużyny zaliczane są punkty z tych zawodów pod warunkiem, że brał udział w ⅓ rozdań na każdym etapie zawodów. (Przykładowo: Drużyna zdobywa Drużynowe Mistrzostwo Świata Teamów, które są rozgrywane początkowo systemem każdy z każdym, następnie ćwierćfinał, półfinał i finał. Uczestnik musi rozegrać co najmniej ⅓ rozdań rundy wstępnej, ⅓ rozdań ćwierćfinałów, ⅓ rozdań półfinałów oraz ⅓ rozdań rundy finałowej.)
Poniżej wymieniono główne zawody podając graniczne wartości:
- Olimpiady:
  - Zespoły narodowe w kategorii Open (1 miejsce: 1000 MP i 5 PP, ..., 8 miejsce: 200 MP i 1 PP),
  - Zespoły narodowe w kategorii Kobiet (1 miejsce: 700 MP i 5 PP, ..., 8 miejsce: 90 MP i 1 PP),
  - Seniorzy (1 miejsce: 450 SP, ..., 4 miejsce 90 SP),
  - Zespoły akademickie (1 miejsce: 100 MP, ..., 4 miejsce: 15 MP);
- Drużynowe Mistrzostwa Świata:
  - Bermuda Bowl (1 miejsce: 800 MP i 5 PP, ..., 4 miejsce: 200 MP i 1 PP, ..., 8 miejsce: 60 MP),
  - Venice Cup (1 miejsce: 800 MP i 5 PP, ..., 4 miejsce: 200 MP i 1 PP, ..., 8 miejsce: 60 MP),
  - Seniors Bowl (1 miejsce: 600 SP, ..., 5 miejsce: 150 SP);
- Mistrzostwa Świata:
  - Rosenblum Cup (1 miejsce: 600 MP i 5 PP, ..., 5 miejsce: 160 MP i 1 PP, ..., 64 miejsce: 40 MP),
  - McConnell Cup (1 miejsce: 450 MP i 5 PP, ..., 5 miejsce: 120 MP i 1 PP, ..., 64 miejsce: 40 MP),
  - World Open Pairs (1 miejsce: 800 MP i 5 PP, ..., 5 miejsce: 600 i 1 PP, ..., 31 miejsce: 100 MP),
  - World Women Pairs (1 miejsce: 600 MP i 5 PP, ..., 5 miejsce: 400 i 1 PP, ..., 19 miejsce: 100 MP),
  - Hiron Trophy (1 miejsce: 600 SP, ..., 4 miejsce: 150 SP),
  - Rand Cup (1 miejsce: 600 SP, ..., 5 miejsce: 150 SP),
  - IMP Pairs (zależnie od liczby par: 1 miejsce: 300..600 MP i 2 PP, 2 miejsce: 240..480 MP i 1 PP, 10 miejsce: 45..90 MP),
  - World Mixed Pairs (zależnie od liczby par: 1 miejsce: 200..400 MP i 2 PP, 2 miejsce: 160..320 MP i 1 PP, ..., 10 miejsce: 30..60 MP),
  - World Mixed Swiss Teams (zależnie od liczby par: 1 miejsce: 50..150 MP, ..., 10 miejsce: 2..5 MP);
- World Transnational Mixed Team Championships:
  - World Transnational Mixed (zależnie od liczby par: 1 miejsce: 225..450 MP i 2 PP, ..., 3 miejsce: 135..270 i 0.5 PP, ..., 5 miejsce: 68..135 MP);
- World Transnational Open Teams:
  - World Transnational Open (zależnie od liczby par: 1 miejsce: 300..600 MP i 2 PP, ..., 3 miejsce: 180..360 MP i 0,5 PP, ... 5 miejsce: 90..180 MP);
- World Youth Team Championships:
  - Ortiz-Patiño Trophy (1 miejsce: 200 MP, ..., 4 miejsce: 50 MP),
  - Damiani Cup (1 miejsce: 200 MP, ..., 4 miejsce: 50 MP);
- World Youth Championships:
  - Teamy (1 miejsce: 150 MP, ..., 4 miejsce: 50 MP),
  - Pary (1 miejsce: 120 MP, ..., 4 miejsce: 50 MP),
  - Indywidualne (1 miejsce: 120 MP, ..., 4 miejsce: 50 MP);
- Mistrzostwa narodowe:
  - > 500 par (1 miejsce: 200 MP, ..., 10 miejsce: 10 MP);
- Mistrzostwa strefowe (Europy):
  - Open (1 miejsce: 150 MP i 1 PP, 2 miejsce: 100 MP i 0,5 PP, ..., 5 miejsce: 30 MP),
  - Kobiet (1 miejsce: 150 MP i 1 PP, 2 miejsce: 100 MP i 0,5 PP, ..., 5 miejsce: 30 MP),
  - Seniorów (1 miejsce: 150 SP, ..., 5 miejsce: 30 SP).

## Tytuły WBF w zależności od osiągniętych kryteriów
| Tytuły WBF i wymagania na ich otrzymanie | Tytuły WBF i wymagania na ich otrzymanie |
| Kategoria Open i Kobiet | Kategoria Seniorów |
| --- | --- |
| World Master - WM - 150 MP; World International Master - WIM - 350 MP; World Life Master - WLM - 5 PP lub zdobycie choć raz tytułu Mistrza Świata; World Grand Master - WGM - 10 PP oraz zdobycie choć raz tytułu Mistrza Świata. | Senior Master - SM - 150 SP; Senior International Master - SIM - 350 SP; Senior Life Master - WLM - Zdobycie choć raz tytułu Mistrza Świata Seniorów; Senior Grand Master - SGM - 1000 SP oraz zdobycie choć raz tytułu Mistrza Świata Seniorów. |

## Ranking WBF
Na dzień 7 grudnia 2012 początkowe pozycje rankingu WBF zajmowali:
| Ranking WBF: Open | Ranking WBF: Open   | Ranking WBF: Open | Ranking WBF: Open | Ranking WBF: Open | Ranking WBF: Open |
| Poz               | Zawodnik            | Kraj              | MP                | PP                | Tytuł             |
| ----------------- | ------------------- | ----------------- | ----------------- | ----------------- | ----------------- |
| 1.                | Fulvio Fantoni      | Monako            | 4 859             | 41                | WGM               |
| 2.                | Claudio Nunes       | Monako            | 4 671             | 39                | WGM               |
| 3.                | Giorgio Duboin      | Włochy            | 4 004             | 42                | WGM               |
| 4.                | Alfredo Versace     | Włochy            | 3 865             | 46                | WGM               |
| 5.                | Lorenzo Lauria      | Włochy            | 3 628             | 50.5              | WGM               |
| 6.                | Jeff Meckstroth     | U.S.A.            | 3 583             | 61.25             | WGM               |
| 7.                | Bob Hamman          | U.S.A.            | 3 502             | 109.25            | WGM               |
| 8.                | Eric Rodwell        | U.S.A.            | 3 391             | 60.75             | WGM               |
| 9.                | Geir Helgemo        | Monako            | 3 092             | 34.5              | WGM               |
| 10.               | Tor Helness         | Monako            | 3 031             | 36                | WGM               |
| 14.               | Cezary Balicki      | Polska            | 2 542             | 29                | WGM               |
| 23.               | Adam Żmudziński     | Polska            | 2 264             | 29                | WGM               |
| 50.               | Krzysztof Buras     | Polska            | 1 530             | 5.5               | WLM               |
| 59.               | Grzegorz Narkiewicz | Polska            | 1367              | 5.5               | WLM               |
| 68.               | Piotr Gawryś        | Polska            | 1 236             | 18                | WGM               |
| 76.               | Krzysztof Martens   | Polska            | 1 080             | 17.5              | WGM               |
| 77.               | Krzysztof Jassem    | Polska            | 1 080             | 6                 | WLM               |
| 100.              | Jerzy Zaremba       | Polska            | 947               | 4                 | WIM               |
| 107.              | Piotr Żak           | Polska            | 924               | 4                 | WGM               |
| 117.              | Michał Kwiecień     | Polska            | 837               | 12                | WGM               |

| Ranking WBF: Kobiety | Ranking WBF: Kobiety | Ranking WBF: Kobiety | Ranking WBF: Kobiety | Ranking WBF: Kobiety | Ranking WBF: Kobiety |
| Poz                  | Zawodnik             | Kraj                 | MP                   | PP                   | Tytuł                |
| -------------------- | -------------------- | -------------------- | -------------------- | -------------------- | -------------------- |
| 1.                   | Catherine d'Ovidio   | Francja              | 3 255                | 39                   | WGM                  |
| 2.                   | Sylvie Willard       | Francja              | 3 097                | 36,5                 | WGM                  |
| 3.                   | Wang Hongli          | Chiny                | 2 972                | 35.5                 | WGM                  |
| 4.                   | Bénédicte Cronier    | Francja              | 2 962                | 31                   | WGM                  |
| 5.                   | Gu Ling              | Chiny                | 2 843                | 36.5                 | WGM                  |
| 6.                   | Danièle Gaviard      | Francja              | 2 600                | 26,5                 | WGM                  |
| 7.                   | Nicola Smith         | Anglia               | 2 599                | 41                   | WGM                  |
| 8.                   | Sun Ming             | Chiny                | 2 567                | 32                   | WGM                  |
| 9.                   | Bep Vriend           | Holandia             | 2 553                | 34.5                 | WGM                  |
| 10.                  | Véronique Bessis     | Francja              | 2 485                | 35,5                 | WGM                  |
| 107.                 | Danuta Kazmucha      | Polska               | 528                  | 2                    | WIM                  |
| 107.                 | Justyna Żmuda        | Polska               | 528                  | 2                    | WIM                  |
| 118.                 | Ewa Banaszkiewicz    | Polska               | 474                  | 4                    | WIM                  |
| 121.                 | Natalia Sakowska     | Polska               | 465                  | 3                    | WIM                  |
| 131.                 | Katarzyna Dufrat     | Polska               | 422                  | 3                    | WIM                  |
| 137.                 | Ewa Harasimowicz     | Polska               | 411                  | 1                    | WIM                  |
| 143.                 | Cathy Bałdysz        | Polska               | 392                  | 3                    | WIM                  |
| 159.                 | Grażyna Brewiak      | Polska               | 353                  | 2                    | WIM                  |
| 178.                 | Anna Sarniak         | Polska               | 301                  | 2                    | WM                   |
| 184.                 | Małgorzata Sawicka   | Polska               | 287                  | 1                    | WIM                  |

| Ranking WBF: Seniorzy | Ranking WBF: Seniorzy | Ranking WBF: Seniorzy | Ranking WBF: Seniorzy | Ranking WBF: Seniorzy | Ranking WBF: Seniorzy |
| Poz                   | Zawodnik              | Kraj                  | SP                    | Tytuł                 |                       |
| --------------------- | --------------------- | --------------------- | --------------------- | --------------------- | --------------------- |
| 1.                    | Julian Klukowski      | Polska                | 1 625                 | SGM                   |                       |
| 2.                    | Wiktor Markowicz      | Polska                | 1 392                 | SGM                   |                       |
| 3.                    | Jerzy Russyan         | Polska                | 1 219                 | SIM                   |                       |
| 4.                    | Francois Leenhardt    | Francja               | 1 191                 | SGM                   |                       |
| 5.                    | Guy Lasserre          | Francja               | 1 181                 | SGM                   |                       |
| 5.                    | Philippe Poizat       | Francja               | 1 181                 | SGM                   |                       |
| 7.                    | Neil Chambers         | U.S.A.                | 1 105                 | SGM                   |                       |
| 7.                    | John Schermer         | U.S.A.                | 1 105                 | SGM                   |                       |
| 9.                    | Patrick Grenthe       | Francja               | 1 087                 | SGM                   |                       |
| 9.                    | Patrice Piganeau      | Francja               | 1 087                 | SGM                   |                       |
| 9.                    | Philippe Vanhoutte    | Francja               | 1 087                 | SGM                   |                       |
| 25.                   | Krzysztof Lasocki     | Polska                | 699                   | SIM                   |                       |
| 27.                   | Jacek Romański        | Polska                | 676                   | SIM                   |                       |
| 40.                   | Apolinary Kowalski    | Polska                | 561                   | SIM                   |                       |
| 51.                   | Aleksander Jezioro    | Polska                | 440                   | SLM                   |                       |
| 81.                   | Jerzy Zaremba         | Polska                | 208                   | SLM                   |                       |
| 128.                  | Anna Kowalska         | Polska                | 115                   | SM                    |                       |
| 144.                  | Stefan Szenberg       | Polska                | 88                    | SIM                   |                       |
| 150.                  | Andrzej Wilkosz       | Polska                | 81                    | SM                    |                       |
| 153.                  | Wit Klapper           | Polska                | 79                    | SM                    |                       |